# NGC 3026
NGC 3026 في الفهرس العام الجديد، هي مجرة، تقع في كوكبة الأسد. اكتشفت في 22 مايو 1886 بواسطة لويس سويفت.

## روابط خارجية
- NGC 3026 على موقع ويكي سكاي: DSS2, SDSS, GALEX, IRAS, Hydrogen α, X-Ray, Astrophoto, Sky Map, Articles and images